# 法華宗
法華宗指以《法華經》作為根本經典的日本佛教宗派，包括以下各種用法。
1. 隋代智顗開創，由平安時代最澄傳入日本的宗派，即天台宗的別稱，又稱天台法華宗。
2. 日蓮開創的宗派名稱，即日本傳統佛教十三宗五十六派之一「日蓮宗」的別稱，也是日蓮門下所有門流之總稱。
3. 日蓮開創的宗派中，勝劣派諸門流形成的宗教法人常用名稱。

## 天台法華宗系
- 天台宗
- 天台寺門宗
- 天台真盛宗

## 宗教法人「日蓮宗」
- 日蓮宗

## 冠稱「法華宗」之宗派
- 法華宗真門流
- 法華宗本門流
- 本門法華宗
- 法華宗陣門流
- 顯本法華宗
- 法華宗興門流